# Числовая грамотность
Числова́я гра́мотность (англ. Numeracy) — способность человека работать с числами и связанными с ними математическими понятиями. Термин впервые появился в 1959 году в Британской комиссии по образованию.
Числовая грамотность включает не только умение выполнять формальные операции с числами, но и способность понимать, чему данное число соответствует в реальной жизни.
Значение термина, в свою очередь, может варьироваться. Например, в большинстве исторических исследований числовая грамотность определяется как умение правильно называть свой точный возраст. Это связано с тем, что существует ограниченное количество источников, из которых можно получить информацию о числовой грамотности населения в ранние года. В то же время, тенденцию к округлению возраста до 5 или 10 можно вычислить по большинству архивных документов, к примеру по спискам зарегистрированных браков, где обычно указывается возраст каждого из брачующихся.
Умение считать включает в себя ряд навыков: способность выполнять основные математические функции (расчёты, дроби, алгебра, геометрия), понимать время, деньги, измерения, графики, вероятность и способность выполнять многоэтапные математические операции. 

## Детский возраст
Детство считается важным этапом жизни для развития навыков счёта и грамотности. Есть много компонентов, которые играют ключевую роль в развитии навыков счёта в юном возрасте, таких как социально-экономический статус, воспитание, домашняя среда обучения, возраст. Математическая тревожность начинается в раннем возрасте и не всегда связана с математическими способностями. Пример можно найти в исследованиях влияния гендерных предубеждений и стереотипов на интеллект. Исследователи описывали ситуации, в которых женщины, с раннего возраста получавшие культурные сигналы и стереотипы о том, что они плохо справляются со счётом, позже плохо справляются с числовыми тестами.
В зависимости от уровня грамотности или счёта в юном возрасте можно прогнозировать рост грамотности и/или навыков счёта в будущем развитии. Навыки чтения и математики со временем связаны. И у детей, испытывающих трудности в одной области, высока вероятность возникновения трудностей в другой области. 

## Внешние ссылки
- Why Math Matters  (англ.)